# 错那棘蛙
错那棘蛙（学名：Rana conaensis）为蛙科蛙属的两栖动物，是中国的特有物种。分布于西藏等地，常见于小型流溪及泉水沟和附近的水坑。其生存的海拔范围为2900至3400米。该物种的模式产地在西藏错那。